# Trehörningen (Nora socken, Västmanland)
Trehörningen är en sjö i Nora kommun i Västmanland och ingår i Norrströms huvudavrinningsområde. Sjön är 25 meter djup, har en yta på 0,151 kvadratkilometer och befinner sig 193,2 meter över havet.

## Delavrinningsområde
Trehörningen ingår i det delavrinningsområde (659824-145510) som SMHI kallar för Mynnar i Åsbosjön. Medelhöjden är 190 meter över havet och ytan är 24,52 kvadratkilometer. Det finns inga avrinningsområden uppströms utan avrinningsområdet är högsta punkten. Smygarebäcken som avvattnar avrinningsområdet har biflödesordning 5, vilket innebär att vattnet flödar genom totalt 5 vattendrag innan det når havet efter 225 kilometer. Avrinningsområdet består mestadels av skog (79 procent). Avrinningsområdet har 2,21 kvadratkilometer vattenytor vilket ger det en sjöprocent på 9 procent. Bebyggelsen i området täcker en yta av 1,12 kvadratkilometer eller 5 procent av avrinningsområdet.